# Šoba
Šoba je v tehniki zoženo mesto na vhodu ali izhodu cevi. V šobi se spreminja hitrost snovi, s tem pa tudi tlak (Bernoullijeva enačba), kar oblikuje tok tekočine pri izstopu iz šobe (pretok, hitrost, tlak, oblika).

## Uporaba
Šoba spreminja volumen tekočine, največkrat da razpršimo tekočino v majhne kapljice (npr. razpršilne šobe v škropilnikih in vbrizgovalne šobe v dizelskih motorjih). Velikost šobe vpliva na pretok, zato se uporablja za natančne odmerke tekočin (npr. pri uplinjačih, oljnih gorilnikih, v zgorevalnih komorah reakcijskih motorjev, v raketnih motorjih, v turbinah). Oblika šobe vpliva na obliko curka; s hitrim ohlajanjem snovi (umetnih mas, stekla) takoj po izstopu iz šobe lahko izdelajo vlaknasto prejo z izbranim presekom. Pri tem stiskalnica potiska vročo talino skozi luknjice v plošči (predilne šobe), takoj za ploščo pa izstopajoča vlakna ohladijo. V šobi lahko nastane podtlak, kar izkoriščajo za črpanje druge snovi v curek (npr. v uplinjaču tok zraka sesa gorivo - Venturijeva cev).